# Ульварсфетль
У́льварсфетль (ісл. Úlfarsfell, досл. вовча гора) — одна з гір, що зі сходу оточує столицю Ісландії — м. Рейк'явік. Гора Ульварсфетль розташована на східних околицях Рейк'явіка, де проходять муніципальні межі столиці з сусіднім містом Мосфельсбаїр. Висота гори — 295 м над рівнем моря.
Влітку на схилах гори у великих кількостях цвіте фіолетова люпина. Частина схил гори була засаджена ялинковим лісом. На вершину, з якої відкривається чудова панорама Рейк'явіка, провадять багато стежок та туристичних маршрутів.
На південних та західних підступах до гори розкинувся однойменний район столиці (житловий район Брюннар та торговий центр Баухаус). Район Ульварсфетль — це одна з найновіших забудов Рейк'явіка. На рівнинних підступах до гори знаходиться також летовище для невеликих приватних літаків.
Вздовж підніжжя гори проходить об'їзна траса столиці — Вестурляндсвеґур, яка через Мосфельсбаїр, Борґарнес та західне узбережжя країни, провадить на північ Ісландії.